# Caroline Fourest

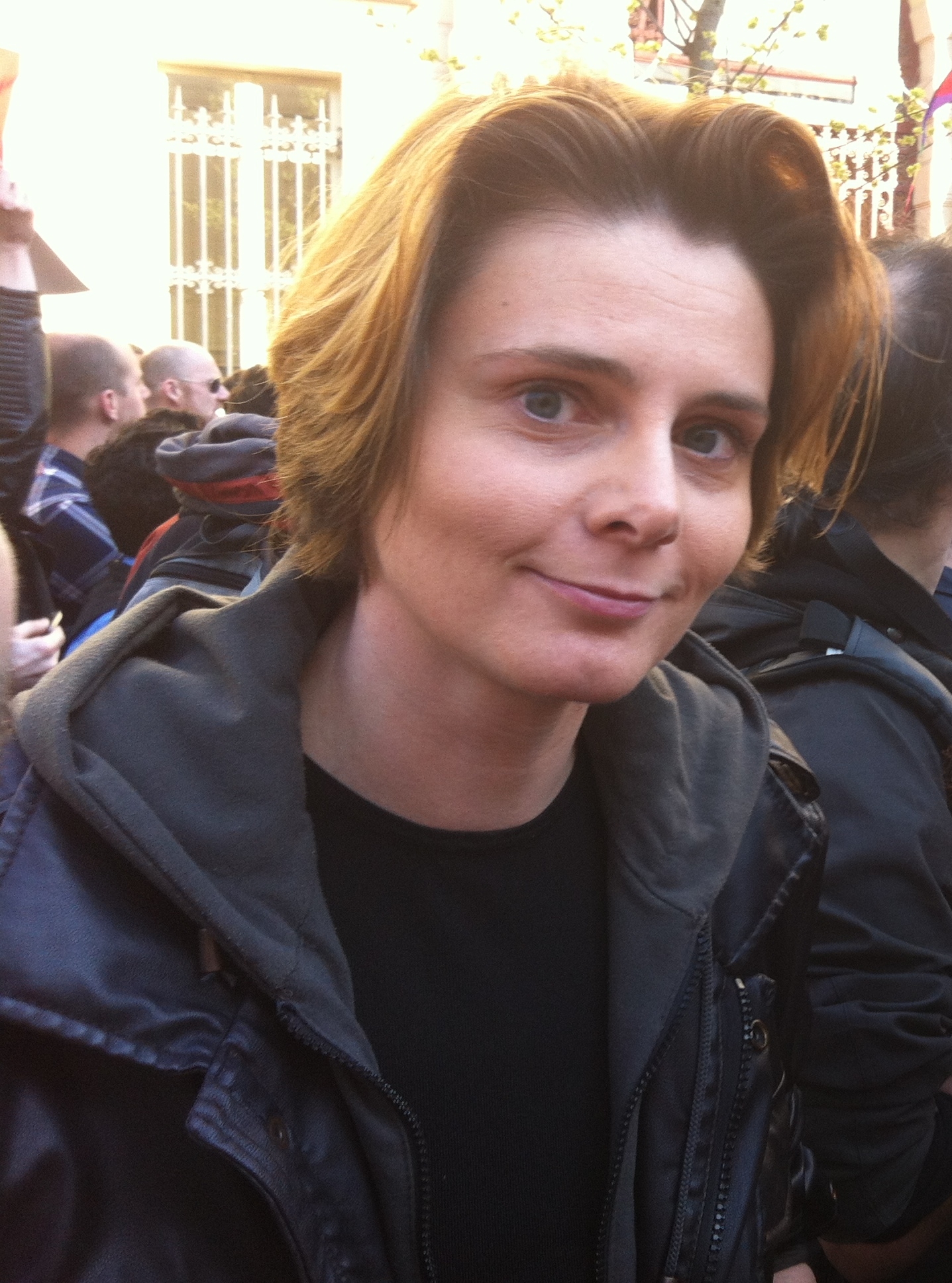
Caroline Fourest in Parijs

Caroline Fourest (Aix-en-Provence, 9 september 1975) is een Frans feministisch schrijfster, journaliste, en redactrice van het tijdschrift Prochoix. Ze werd bekend met Frère Tariq (Broeder Tariq), een kritische beschouwing van de werken van de islamitische filosoof Tariq Ramadan.
Fourest is afgestudeerd in sociologie en politicologie en heeft als journaliste diverse boeken geschreven over onderwerpen als conservatieven, de pro-life beweging (Frankrijk en de Verenigde Staten), en over de huidige fundamentalistische tendensen in Abrahamitische religies (jodendom, christendom, islam). Ze was vanaf 1999 president van het "Centre Gai et Lesbien".
Ze publiceerde in 2004 een grondige studie van de opvattingen van Tariq Ramadan Frère Tariq (Grasset). Fourest onderzocht een twintigtal boeken van Ramadan, en de meeste opnamen van zijn spreekbeurten. Ze concludeert dat Ramadan, ondanks zijn westerse voorkomen, en ondanks zijn veelvuldige pleidooien voor integratie, in wezen een islamist is.
In maart 2006 ondertekende ze MANIFESTO: Together facing the new totalitarianism, een manifest tegen het islamistisch totalitarisme dat veel publiciteit verwierf en waarvoor Fourest en 11 andere ondertekenaars onder wie Salman Rushdie, Ibn Warraq, Maryam Namazie, Taslima Nasreen en Ayaan Hirsi Ali doodsbedreigingen ontvingen.
Fourest heeft voor haar werk diverse prijzen ontvangen, waaronder de nationale prijs "Laïcité" in 2005 en de "Award of the political book" in 2006.